# Nombre de Reynolds magnètic
El  Nombre de Reynolds Magnètic (Rem) és un nombre adimensional que s'utilitza en magnetohidrodinàmica. Dona una estimació dels efectes de l'advecció magnètica pel que fa a la difusió magnètica. Típicament es defineix com:
{\displaystyle Re_{m}={\frac {UL}{\eta }}}
On:
- {\displaystyle U} és la velocitat del fluid.
- {\displaystyle L} és una longitud característica.
- {\displaystyle \eta } és la difusivitat magnètica.

Per a {\displaystyle Re_{m}\ll 1} l'advecció és relativament poc important i, per tant, el camp magnètic tendirà a relaxar-cap a un estat purament difusiu determinat per les condicions de contorn més que pel flux.
Per a {\displaystyle Re_{m}\gg 1} la difusió és relativament poc important en l'escala de longitud {\displaystyle L}. Les línies de flux del camp magnètic són adveccionadas amb el flux magnètic fins que els gradients són concentrats en regions d'escala de longitud prou petites perquè la difusió pugui igualar a l'advecció.

## Relació amb el nombre de Reynolds i nombre de Péclet
El nombre de Reynolds magnètic té una forma similar al nombre de Péclet i al nombre de Reynolds. Tots tres són proporcionals a la relació entre efectes per advecció i per difusió per a un camp físic particular i la seva expressió matemàtica és velocitat per longitud dividit entre difusivitat. El nombre de Reynolds magnètic està relacionat amb el camp magnètic en un flux magnetohidrodinàmic mentre que el nombre de Reynolds està relacionat amb la velocitat del fluid i el nombre de Péclet amb l'escalfor. Aquests grups adimensionals són resultat de adimensionalizar les respectives equacions, és a dir l'equació d'inducció, l'equació de moment i l'equació de calor.